# 8-я смешанная авиационная дивизия
8-я смешанная авиационная дивизия, она же с 15 августа 1941 года по 5 января 1941 года 8-я истребительная авиационная дивизия — воинское соединение вооружённых СССР в Великой Отечественной войне.

## История
Дивизия формировалась, очевидно, с августа 1940 года в Прибалтийском особом военном округе
В составе действующей армии с 22 июня 1941 года по 13 июля 1941 года как смешанная, с 15 августа 1941 года по 5 января 1941 года как истребительная и с 5 января 1942 года по 10 февраля 1942 года снова как смешанная
На 22 июня 1941 года управление дивизии базировалась в Ковно (Каунас); полки, входящие в состав дивизии базировались на аэродромах Каунаса, Кейданы, Алитуса, Ионишкиса. Имела в своём составе 316 самолётов, из них 27 неисправных.
С начала войны действует в Прибалтике. Аэродром дивизии в Алитусе первым, среди всех аэродромов ВВС РККА попал под авиационную бомбардировку Bf-110 из ZG26, — уже в 2:55 22 июня 1941 года. Хотя этот удар особого эффекта не имел, бомбардировки аэродромов дивизии продолжились: в 3:15 по Каунасскому аэродромному узлу нанесли удар Bf-109 из состава II/JG54 и Ju-88 из состава KG77, в 3:25 — попали под удар III/JG54 Кейданы. Затем по Алитусу нанесли удар 3 Bf-109 из III/JG27, 42 Ju-87 и 4 Bf-110 (из StG2).Однако за 22 июня 1941 года лётчики дивизии смогли совершить около 400 вылетов, в основном на патрулирование.
В 17-00 22 июня 1941 года командиром дивизии был получен приказ об эвакуации оставшихся самолётов и личного состава из района Каунаса в район Маркистова. Потери были большими: так, на 29 июня 1941 года из 62 МиГ-3 15-го истребительного полка в строю осталось только 6.
На 4 июля 1941 года имела в своём составе: командного состава — 804, младшего командного состава — 678, рядовых — 846. Всего — 2328 человек. Самолетов МиГ-3 — 14, И-153 — 8, И-16 — 1, И-15 бис — 6. Итого — 29.
13 июля 1941 года дивизия отведена на переформирование, переформировывалась до середины августа 1941 года, причём при этом стала истребительной дивизией.
Начала поэскадрильно вводится в бой в конце второй декады августа 1941 года в районе Новгорода, затем до 25 августа 1941 года действует в районе вдоль железной дороги на Гатчину и на север от неё к Финскому заливу. 25-28 августа 1941 года участвует в налётах на Спасскую Полисть. С начала сентября 1941 года дивизия действует в интересах 55-й армии, действует, в частности над Ям-Ижорой.
26 сентября 1941 года основные силы дивизии — 15-й и 46-й истребительные авиаполки — были переданы в оперативное подчинение 7-му авиакорпусу ПВО, который прикрывал Ленинград.
В феврале 1942 года расформирована на Северо-Западном фронте

## Состав дивизии
На 22.06.1941 года
Управление — Ковно
15-й истребительный авиационный полк — Ковно
31-й истребительный авиационный полк — Ковно
61-й штурмовой авиационный полк — Кеданяй
236-й истребительный авиационный полк (в стадии формирования) — Олита
240-й истребительный авиационный полк (в стадии формирования) — Россиани

В разное время
- 15-й истребительный авиационный полк (по 16.12.1941)
- 31-й истребительный авиационный полк
- 46-й истребительный авиационный полк (08 — 10.1941)
- 61-й штурмовой авиационный полк (до 25.06.1941)
- 121-й истребительный авиационный полк (27.08.1941 — 10.02.1942)
- 175-й штурмовой авиационный полк
- 236-й истребительный авиационный полк (с 17.04.1941 г по 27.07.1941 г.)[1]
- 240-й истребительный авиационный полк (по август 1941)
- 402-й истребительный авиационный полк (с 08.01.1942 — 02.1942)
- 728-й истребительный авиационный полк (с 16.01.42 года)

## Подчинение
| Дата            | Фронт (округ)         | Армия      | Корпус | Примечания                  |
| --------------- | --------------------- | ---------- | ------ | --------------------------- |
| 22.06.1941 года | Северо-Западный фронт | -          | -      | -                           |
| 01.07.1941 года | Северо-Западный фронт | -          | -      | -                           |
| 10.07.1941 года | Северо-Западный фронт | -          | -      | -                           |
| 01.08.1941 года | -                     | -          | -      | нет данных, переформируется |
| 01.09.1941 года | Ленинградский фронт   | -          | -      | -                           |
| 01.10.1941 года | Ленинградский фронт   | -          | -      | -                           |
| 01.11.1941 года | Ленинградский фронт   | -          | -      | -                           |
| 01.12.1941 года | Ленинградский фронт   | -          | -      | -                           |
| 01.01.1942 года | Северо-Западный фронт | -          | -      | -                           |
| 01.02.1942 года | Северо-Западный фронт | 34-я армия | -      | -                           |

## Командиры
- полковник Василий Андреевич Гущин[2], 08.1940 — 13.07.41 года
- полковник Николай Степанович Торопчин, 14.07.41 — 10.02.42 года